# نوئل شرقی
نوئل شرقی (نام علمی: Picea orientalis) نام یک گونه از سرده کاج نوئل است.